# Битва при Майс-Когви
Битва при Майс-Когви (также битва при Мезерфельде; валл. Brwydr Maes Cogwy) — сражение эпохи англосаксонского завоевания, состоявшееся 5 августа 642 года между войском мерсийско-валлийской коалиции во главе с королём Пендой с одной стороны и войском Нортумбрии короля Освальда с другой.
В 634 году король Нортумбрии Освальд с трудом победил немногочисленные остатки армии Кадваллона Гвинедского. После этого он объединил Нортумбрию и решился на войну с теми, кто недавно напал на его страну — Гвинедом и Мерсией. Однако в 642 году была создана коалиция из Пенгверна, Гвинеда, Мерсии и Поуиса. 5 августа этого же года при селении Майс-Когви (Мазерфельд около современного Освестри) произошло столкновение армий двух сторон. В результате победу одержали объединённые силы. В битве погибли король Нортумбрии Освальд, король Поуиса Эйлит ап Кинан, а также Эова, брат короля Мерсии и его вероятный соправитель.